# Wolfgang Mock
Wolfgang Mock (* 2. Januar 1949 in Kassel) ist ein deutscher Journalist und Schriftsteller.

## Leben
Wolfgang Mock absolvierte ein Studium der Geschichte und Germanistik; 1981 promovierte er an der Universität Düsseldorf mit einer Arbeit zum britischen Imperialismus vor dem Ersten Weltkrieg. Anschließend war er fünf Jahre als wissenschaftlicher Assistent am Deutschen Historischen Institut in London tätig. Nach einem Aufenthalt in Lissabon ließ er sich als Journalist in Düsseldorf nieder; der Schwerpunkt seiner Arbeit liegt auf der 
Berichterstattung zur wirtschafts- und industriepolitischen Themen. Mock war Redakteur der Wochenzeitung VDI nachrichten, der Zeitung des VDI.
Neben seinen wissenschaftlichen und journalistischen Arbeiten verfasst Mock erzählende Prosa. 2008 erhielt er für den historischen Roman Simplon den Sir-Walter-Scott-Preis.

## Werke
- Imperiale Herrschaft und nationales Interesse, Stuttgart 1982
- Technische Intelligenz im Exil, Düsseldorf 1986
- Emigration und Exil technischer Intelligenz, Hamburg-Harburg 1992
- Diesseits der Angst, Köln 1996
- Der Flug der Seraphim, Leipzig 2003
- Simplon, Köln 2006

## Herausgeberschaft
- Die Entstehung des Wohlfahrtsstaates in Großbritannien und Deutschland 1850–1950, Stuttgart 1982 (herausgegeben zusammen mit Wolfgang J. Mommsen)
- Wissenschaftsjournalismus heute, Düsseldorf 2006 (herausgegeben zusammen mit Christiane Götz-Sobel)

## Übersetzungen
- David McNeill: Der Spracherwerb, Düsseldorf 1974 (übersetzt zusammen mit Jürgen Donath)
- Sprachliche Kodes und soziale Kontrolle, Düsseldorf 1975 (übersetzt zusammen mit Jürgen Donath)